# Чивава (пас)
Чивава је најмања раса пса на свету, која је добила име по савезној држави Чивава у Мексику. Чиваве поседују широк варијетет боја и дебљина крзна.

## Порекло
Порекло многих раса до дан-данас није јасно утврђено, а тако је и са Чивавама о којима се помињу две теорије. По првој теорији, овај пас вуче порекло из Централне и Јужне Америке, где су настали од локалних течичи паса, још у цивилизацији Толтеци. До 9. века нису доступни никакви записи о Течичију, иако се сматра да посуде за псе из Колиме, Мексико, које су сахрањене као део традиције гробница западног Мексика, које датирају из 300. године п. н. е., приказују Течичис. Ранији преци су вероватно били присутни пре Маја, пошто су пси приближне величине са чивавама пронађени у материјалима из Велике пирамиде у Чолули, и у рушевинама Чичен Ице на полуострву Јукатан. Међутим, једна генетска студија је показала да код модерних Чивава постоји мање од 2% предевропске митохондријске ДНК због мешања са европским псима.
Студије ДНК сугеришу да су аутохтони амерички пси ушли у Северну Америку из Сибира пре отприлике 10.000 година, а затим су били изоловани неких 9.000 година до доласка првих Европљана; ови пси пре контакта су имали јединствени генетски потпис који је сада скоро нестао. Једна студија заснована на секвенцирању генома древних паса, објављена 2020. године, сугерише да ово претколонијално порекло опстаје код две мексичке расе, до нивоа од око 4% код Чиваве (и неких 3% код ксолојцкуинтлија).
Када су Астеци освојили Толтеке, присвојили су њихове псе за које су веровали да имају мистичне исцелитељске моћи, да могу да виде будућност и да душе преминулих људи воде у подземни свет. Било је уобичајено да течичи пси буду жртвовани и спаљивани са покојником, а неретко су коришћени као извор хране и крзна. Друга теорија каже да су мале бездлаке псе из Кине у Мексико довели шпански трговци и да су укрштањем са локалним псима настале Чиваве. Без обзира на то која теорија је тачна, краткодлака чивава за коју ми данас знамо је откривена 1850. године у мексичкој држави Чивава по којој је раса и добила име.
Колонијални записи се односе на мале, скоро бездлаке псе почетком деветнаестог века; један тврди да су их конквистадори из шеснаестог века нашли у изобиљу у региону касније познатом као Чивава. У писму написаном 1520. године, Ернан Кортес је написао да су Астеци узгајали и продавали мале псе као храну.
Раса је на изложбама почела да се приказује 1890. године, а званично је призната 1904. од стране Америчког кинолошког клуба. Дугодлака сорта је највероватније настала укрштањем са Пекинезерима. Популарност расе расте 30-их и 40-их година 20. века, а и данас је један од најчешћих кућних љубимаца.

## Карактеристике расе

### Изглед
Чивава спада у мале односно патуљасте расе паса. Све боје длаке су дозвољене као и варијације, а најчешће је то смеђа, црвена, бела, чоколада, браон и црна нијанса. Посебно су интересантни туфнасти дезени. Стандард на изложбама је исти и за краткодлаке и за дугодлаке примерке. Нос им је кратак и шпицаст, углавном црне боје. Уши су велике и размакнуте и најчешће стоје под углом од 45°, сем када је пас на опрезу, тада су усправне. Тело је компактно, ваљкасто и поносног држања. Реп је умерено дугачак, увијен изнад леђа или са стране. Најмањи пас на свету по стандарду тежи између 1,5-3 кг, док висина у гребену није прецизно одређена. Пожељна висина је између 15-23 цм, мада има примерака који прерасту, али могу да учествују на изложбама под условом да немају више од 3 кг.

### Темперамент
Чиваве су смели и самоуверени пси, често их пореде са теријерима. По природи су опрезни и сумњичави према странцима, па су одлични чувари домаћинства. Најчешће се везују само за једну особу и треба им доста времена да прихвате нове људе у свом окружењу. Потребна им је рана социјализација да касније не би испољиле негативно понашање. Што више људи, паса, призора, звукова и искустава то ће пас касније бити стабилнији. Не препоручују се породици са децом млађом од 8 година, јер лоше подносе грубље дечије игре и нису стрпљиве. Не слажу се најбоље са другим расама, мада уживају у друштву других чивава. Воле да имају место у стану резервисано само за њих. Често праве „јазбину“ у дну кревета или се увуку између јастука, ћебади или гардеробе тражећи мир и сигурност када желе да спавају и одмарају.

### Нега и здравље
Упркос малој величини Чиваве су изненађујуће енергичне. Воле да трче по дворишту и да се играју. Свакодневна физичка активност, вежбе и обука се подразумевају. Уживају у дугим шетњама и трчању, али не знају кад је доста па је на власнику да одреди трајање игре, нарочито у врелим данима. Колико год да уживају напољу, чиваве су пси за стан. Дресура и основе послушности се препоручују, а најважније је да власник пса не посматра и не третира као играчку. И најмањи пас на свету мора да научи правила „чопора“ јер у супротном може постати размажен, непослушан, па чак и агресиван. Чиваву треба дресирати искључиво позитивним техникама уз помоћ хране, похвале и игре и видећете да ће убрзо научити све што желите.
Нега длаке код краткодлаких примерака је минимална, а код дугодлаких неопходно је четкање 2-3 пута недељно. Чиваве немају честих здравствених проблема, али редовна вакцинација и превентивне посете ветеринару су потребне и побољшаће квалитет њиховог живота. Неке од болести које се могу испољити су хипогликемија (низак ниво шећера у крви), „суво око“, плућна стеноза или ишчашење колена.

### Животни век
Животни век ове расе паса је између 15 и 18 година, а често живе и до 20, па тако спадају у групу раса са најдужим животним веком.